# Cesare Pugni
Cesare Pugni (31. května 1802 Janov – 26. ledna 1870 Petrohrad) byl italský klavírista, houslista a hudební skladatel, autor baletů, oper a instrumentální hudby.

## Život

### Mládí
Narodil se v Janově, brzy se však přestěhovali do Milána, kde jeho otec Philip byl hodinářem. Hudbu studoval od dětstvi. V sedmi letech napsal svou první symfonii a ve třinácti letech vstoupil na Královskou hudební konzervatoř v Miláně. Jeho učiteli byli Bonifazio Asioli (kompozice a kontrapunkt), Alessandro Rolla a Niccolò Paganini (housle) a Carlo Soliva (hudební teorie). Po dokončení konzervatoře hrál na housle v orchestrech divadel La Scala a Teatro alla Canobbiana Jako skladatel debutoval v opeře La Scala baletem Il Castello di Kenilworth v choreografii Gaetana Gioji. První velký úspěch zažil hned následujícího roku s baletem Elerz e Zulmida, který komponoval pro slavného francouzského choreografa Louise Henriho, který v té době ve Scale působil. Napsal pro něj i několik dalších baletů a stal se tak vyhledávaným autorem baletní hudby.
Navzdory těmto úspěchům v oblasti baletu, měl Pugni ctižádost stát se skladatelem opery. Jeho první opera Il disertore svizzero, ossia La nostalgia byla uvedena 28. května 1831 v divadle Teatro alla Canobbiana a následovala ji o rok později opera La vendetta, která byla uvedena ve Scale. Obě díla měla pozoruhodný úspěch.
Tyto úspěchy vedly k tomu, že se stal v roce 1832 v La Scale hlavním cembalistou a po smrti Vincenze Lavignyho v roce 1836, hudebním ředitelem divadla. Vedle toho učil na housle a kontrapunkt a komponoval symfonickou hudbu.

### Paříž
Přes počáteční úspěchy musel po dvou letech Scalu opustit, patrně kvůli skandálu se zpronevěrou finančních prostředků. Měl totiž zálibu v hazardních hrách a alkoholu, která ho přivedla do dluhů. Na začátku roku 1834 uprchl se ženou a dětmi před svými věřiteli z Milána do Paříže. Žil v naprosté chudobě a zoufale sháněl zaměstnání. Nějaký čas pracoval jako kopista pro Théâtre Italien. V té době podvedl i svého přítele Vincenze Belliniho, když kopii rukopisu opery I Puritani prodal za jeho zády divadlu Teatro di San Carlo v Neapoli. Bellini byl sice jeho chováním šokován, ale nadále mu vypomáhal oblečením i penězi.
V roce 1836 dostal Pugni objednávku od Louise Henryho, choreografa několika ze svých prvních baletů, složit hudbu pro balet Liacone, který měl být proveden v Neapoli v divadle Teatro San Carlo. Henry v té době pracoval v Pařížské opeře, kde připravoval baletní části do opery Gioacchina Rossiniho Vilém Tell, pro které Henry využil hudbu z Pugniho baletu L'Assedio di Calais. Pugni pak odcestoval do Neapole asistovat u operních baletních částí. Brzy poté Henry zemřel na choleru a Pugni se vrátil do Paříže, kde pracoval pro Casino Paganini až do jeho uzavření v roce 1840. Pak sloužil jako bezejmenný skladatel pro Pařížskou operu v Théâtre de l’Académie Royale de Musique. Editoval, korigoval a instrumentoval téměř veškerou baletní hudbu uváděnou na jevišti divadla. Komponoval drobné vložky pro baletní sólisty. Patrně zkomponoval a instrumentoval valnou část baletu Giselle Adolpha Adama.
V roce 1843 se seznámil s Benjaminem Lumleym, ředitelem divadla Jejího Veličenstva (Her Majesty’s Theatre) v Londýně, který mu zprostředkoval setkání s baletním mistrem divadla Julesem Perrotem. Ten mu pak nabídl zaměstnání v Londýně s titulem Composer of the Ballet Music to Her Majesty’s Theatre (Skladatel baletní hudby Divadla jejího veličenstva).

### Londýn
Na podzim roku 1843 se Pugni přestěhoval do Londýna a tím zahájil novou úspěšnou etapu svého života. V letech 1843–1850 zkomponoval sérii baletů pro největší choreografy té doby Julese Perrota, Arthura Saint-Léona a Paula Taglioniho. Jen v roce 1845 vytvořil šest nových baletů a jeho práce byla vysoko ceněna obecenstvem i kritikou. V té době se také podruhé oženil. Spřátelil se zejména s Julesem Perrotem. V druhé polovině čtyřicátých let spolu cestovali Evropou a uváděli Perrotovy choreografie na Pugniho hudbu.

### Petrohrad
V roce 1850 bylo Perrotovi nabídnuto postavení šéfa baletu carského imperátorského divadla v Petrohradě (Premier Maître de Ballet). Perrot měl podmínku, že současně s ním bude přijat i Pugni jako skladatel baletní hudby. Do té doby bylo v Petrohradě zvykem, že za hudbu k baletům odpovídal šéfdirigent. Pro Pugnu tedy byla vytvořena nová funkce baletního skladatele. V roce 1858 Perrot opustil Rusko a Pugni začal psát hudbu k baletům dalších slavných choreografů té doby: Maria Petipy a Arthura Saint-Léona. V roce 1861 ho Anton Rubinstein najal na petrohradskou konzervatoř jako profesora kompozice a kontrapunktu. Tuto funkci zastával až do konce svého života.
S postupujícím věkem se prohluboval Pugniho alkoholismus a vášeň pro hru. Stával se nespolehlivým. Kromě toho udržoval dvě domácnosti, když ke své manželce a sedmi dětem, které si přivezl z Londýna, si udržoval milenku, se kterou zplodil dalších osm dětí. Přesto mezi lety 1865–1868 zkomponoval dalších osm nových baletů.
Zemřel v naprosté chudobě 26. ledna 1870. Byl pohřben v Petrohradě na Vyborském katolickém hřbitově, který však byl v roce 1939 zrušen.

### Rodina
Jeho rodina zůstala v Rusku. Na její podporu byly uspořádány benefiční koncerty. Syn, Andrej Puni, se stal violoncellistou Mariinského divadla. Vnuk Aleksanr Viktorovič Širjajev byl tanečníkem a několik baletů svého děda obnovil na scéně Mariinského divadla. Další vnuk, Ivan Albertovič Puni, byl avantgardním malířem a po Bolševické revoluci emigroval do Francie.

## Dílo

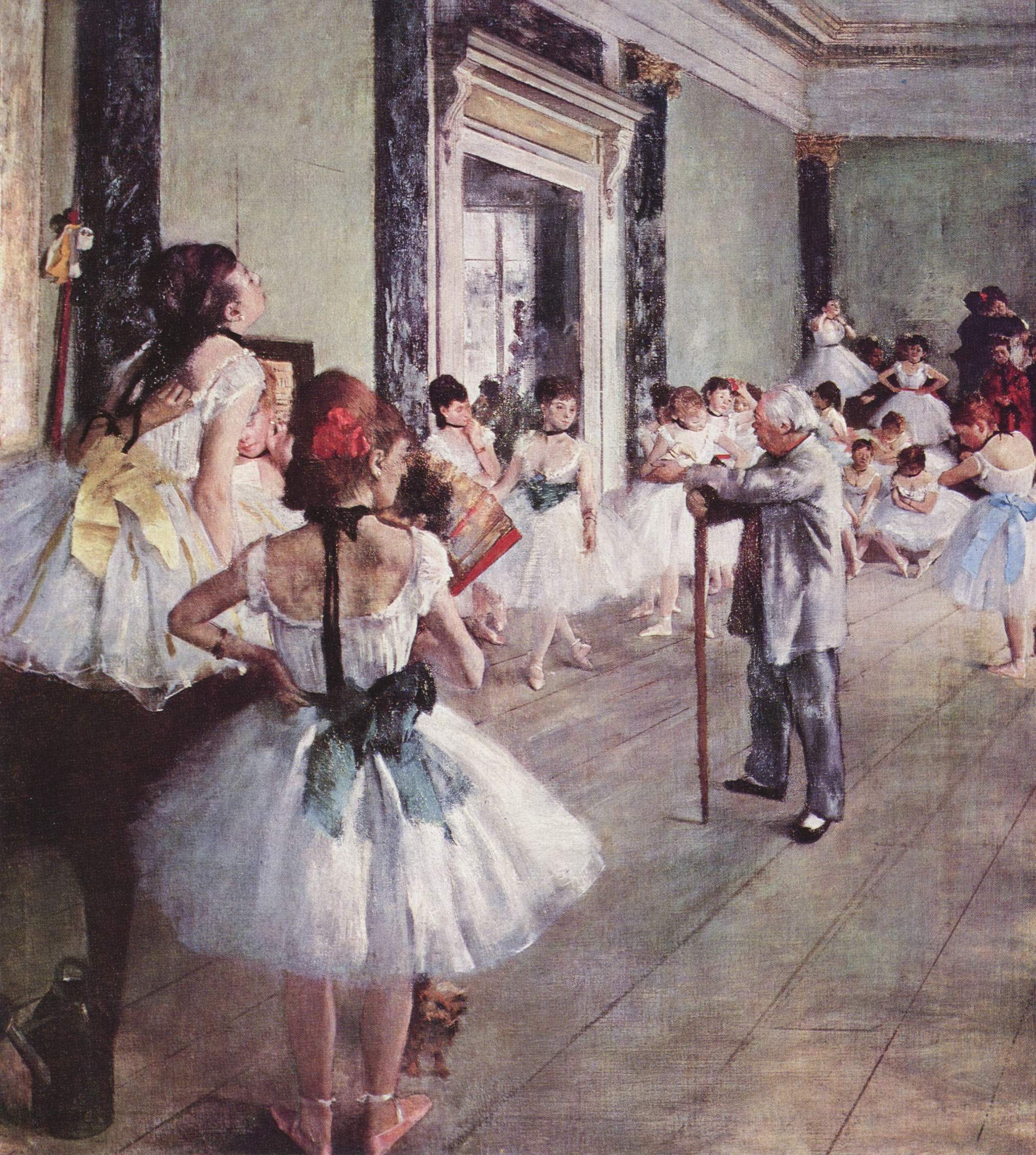
Jules Perrot na obraze Edgara Degase

### Symfonie
- Symfonie (První skladba ve věku sedmi let 1809)
- Symfonie d moll (komponováno k úmrtí skladatele Giacoma Zucchi, Milán, 1822)
- Symfonie e-moll
- Symfonie F-dur
- Symfonie D-dur
- Symfonie D-dur: Sinfonia per una o due Orchestre (také Sinfonia a cànone, La Scala, 1830)
- Symfonie E-dur (Milán, okolo 1830, věnována Bonifaziu Asiolimu)
- Symfonie a-moll: L’ultima ora di un condannato per opinione (La Scala, 1826–1833)
- Symfonie o třech větách (hudební báseň, Villa Borghese, Petrohrad, 1855)

### Komorní hudba
- Divertimento pro sólové housle (Milán, 1820)
- Divertimento pro sólovou flétnu (Milán 1821)
- Kvartet B-dur pro klarinet, housle, violu a violoncello (Milán 1824)
- Kvartet a-moll pro klarinet, housle, violu a violoncello (Milán. 1825)
- Kvartet a-moll pro flétnu, klavír, violu a violoncello (Milán 1825)
- Kvartet B-dur pro flétnu, anglický roh, housle a klavír
- Kvartet Es-dur pro klarinet, housle, violu, violoncello a (Milán)
- Malé trio C-dur pro klavír, housle a violoncello (Petrohrad, 1870)
- Serenáda c-moll pro violu, housle, violoncello
- Serenáda D-dur pro housle, violu a druhou violu nebo violoncello
- Serenáda Es-dur pro flétnu, anglický roh, klarinet, dva rohy a dva fagoty
- Ottavino F-dur pro flétnu, hoboj, fagot, dvoje housle, violu, violoncello a kontrabas
- Terzettino G-dur pro dvoje housle a violu (Milán)
- Redowa-polka A-dur pro sólové housle: Il Carnevale di Milán (Milán 1845)

### Duchovní hudba
- Mše pro dva tenory a bas, housle, anglický roh, tři violy, dvě violoncella a kontrabas (Milan,1827)
- Mše pro sóla, sbor a velký orchestr (Correggio 1831)
- Mše pro sólový tenor, několik basu a sbor La Scala (Bologna, bazilika Santa Maria dei Servi, 1832–1833)
- Kyrie a Gloria
- Mše, Kyrie a Gloria pro tři sólisty, sbor a orchestr
- Magnificat E-dur pro dva tenory, dva basy a orchestr

### Opery
- Il disertore svizzero, ossia La nostalgia (melodramma semiserio, libreto Felice Romani). Teatro alla Cannobiana, Milán 1831)
- La vendetta (melodramma tragico, libreto Callisto Bassi, La Scala, Milán 1832)
- Ricciarda di Edimburgo (melodramma serio, libreto Callisto Bassi, Teatro Grande,Terst 1832)
- L'imboscata (melodrama buffo, libreto Luigi Romanelli, Teatro alla Cannobiana, Milán 1833)
- Il carrozzino da vendere (melodramma buffo, libreto Callisto Bassi, Teatro alla Cannobiana, Milán, 1833
- Il contrabbandiere (melodramma buffo, libreto Felice Romani, Teatro alla Cannobiana, Milán 1833)
- Un episodio di San Michele (melodramma giocoso, libreto Felice Romani, Teatro alla Cannobiana, Milán 1834

### Kantáty
- Ai passi erranti
- Inno alla beneficenza (slova Felice Romani, La Scala, Milán,1833
- La Toussaint (k otevření Casina Paganini)
- Kantáta bez názvu komponovaná pro Casino Paganini (Paříž 1837])
- Ode lirica (slova John Oxenford, Her Majesty’s Theatre, Londýn 1847)

### Balety

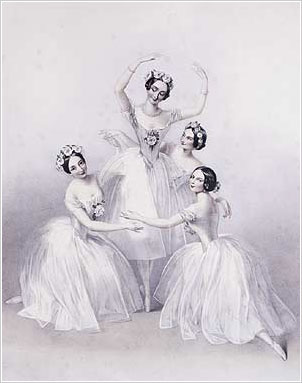
Pas-de-Quatre

#### Teatro alla Scala, Milán
- Il Castello di Kenilworth, choreografie Gaetano Gioja, 1825
- Elerz e Zulmida, choreografie Louis Henri, 1826
- L'Assedio di Calais, choreografie L. Henri, 1827
- Pelia e Mileto, choreografie Salvatore Taglioni, 1827
- Don Eutichio della Castagna, ossia La Casa disabitata, choreografie S. Taglioni 1827
- Agamennone, choreografie Giovanni Galzerani, 1828
- Adelaide di Francia, choreografie L. Henri, 1829
- Macbeth choreografie L. Henri, 1830
- William Tell, choreografie L. Henri, 1833
- Monsieur de Chalumeaux, choreografie G. Galzerani, 1834

#### Her Majesty’s Theatre, Londýn
- L'Aurore, choreografie Jules Perrot, 1843
- Les Houris, choreografie J. Perrot, 1843
- Ondine, choreografie J. Perrot a Fanny Cerrito, 1843
- Hamlet, choreografie J. Perrot, 1843
- Le Délire d'un peintre choreografie J. Perrot. 3 agosto 1843
- La Esmeralda, choreografie J. Perrot, 1844
- Myrtelde, ou La Nymphe et le papillon, choreografie J. Perrot, 1844
- La Polka, choreografie J. Perrot, 1844
- La Vivandière, choreografie Arthur Saint-Léon, 1844
- Zélia, or La Nymphe de Diane, choreografie J. Perrot, 1844
- La Paysanne Gree Dame, choreografie J. Perrot, 1844
- Jeanne d'Arc, choreografie J. Perrot, 1844
- Éoline, ou La Dryade, choreografie J. Perrot, 1845
- Kaya, ou L'amour voyageur, choreografie J. Perrot, 1845
- La Bacchante, choreografie J. Perrot, 1845
- Rosida, ou Les Mines de Syracuse, choreografie A. Saint-Léon a F. Cerrito, 1845
- Pas de Quatre, choreografie J. Perrot, 1845
- Diane choreografie J. Perrot, 1845
- Catarina, or La Fille du Bandit, choreografie J. Perrot, 1846
- Lalla Rookh, choreografie J. Perrot, 1846
- Le Jugement de Parigi, choreografie Perrot, 1846
- Coralia, ou Le Chevalier inconstant, choreografie Paul Talgioni, 1847
- Méphistophéla, choreografie P. Taglioni, 1847
- Théa, ou Le Fée aux fleaus, choreografie P. Taglioni, 1847
- Orinthia, ou Le Camp des Amaones, choreografie P. Taglioni, 1847
- Le Eléments, choreografie J. Perrot 1847
- Fiorita et la Reine des elfrides, choreografie P. Taglioni 1848
- Les Quatre saisons, choreografie J. Perrot, 1848
- Electra, ou La Pléiade perdue, choreografie P. Taglioni, 1849
- La Prima Ballerina, ou L'embuscade, choreografie P. Taglioni, 1849
- Les Plaisirs de l'hiver, ou Les Patineurs, choreografie P. Taglioni, 1848
- Les Métamorphoses, choreografie P. Taglioni, 1850
- Les Graces, choreografie P. Taglioni, 1850
- Les Délices du sérail, choreografie Louis François Gosselin 1850

#### Imperátorské divadlo, Petrohrad
- La Guerre des femmes, ou Les Amazons du neuvième siecle, choreografie Jules Perrot 1852
- Gazelda, ou Les Tziganes, choreografie Jules Perrot, 1853
- Marcobomba, choreografie Jules Perrot, Marius a Jean Petipa, 1854
- Armida, choreografie Jules Perrot, 1855
- La Débutante, choreografie Jules Perrot, 1857
- La Petite marchande de bouquets, choreografie Jules Perrot a Marius Petipa, 1857
- L'Ile des muets, choreografie Jules Perrot, 1857
- Un Mariage sous la Régence, choreografie Marius Petipa 1858
- Le Marché des parisien, choreografie Marius Petipa, 1859
- Le Dahlia bleu, choreografie Marius Petipa, 1860
- Graziela, ou Les Dépits amoureux, choreografie Arthur Saint-Léon, 1860
- Les Nymphes et le satyre, choreografie Arthur Saint-Léon, 1861
- La Figlia del Faraone, choreografie Marius Petipa, 1862
- La Belle du Liban, ou L'Esprit des montagnes, choreografie Marius Petipa, 1863
- Il cavallino gobbo, choreografie Arthur Saint-Léon, 1864
- The Traveling Dancer, choreografie Marius Petipa, 1864
- Florida, choreografie Marius Petipa, 1866
- Le Roi Candaule choreografie Marius Petipa, 1868
- The Due Stars, choreografie Marius Petipa, 1869

#### Další inscenace v Rusku
- L'Etoile de Grenade (choreografie Marius Petipa, Palác velkovévodkyně Jeleny Pavlovny, 1855)
- Terpsichore (choreografie Marius Petipa, Imperiální divadlo Carskoje Selo, 1861)
- Titania (choreografie Marius Petipa, Palác velkovévodkyně Jeleny Pavlovny 1866)
- L'Amour bienfaiteur (choreografie Marius Petipa, Divadlo imperiální baletní školy, 1868´)
- L'Esclave (choreografie Marius Petipa, Ermitážské divadlo, 1868)